# Winter-Universiade 2015/Ski Alpin
Bei der Winter-Universiade 2015 wurden zehn Wettkämpfe im Ski Alpin ausgetragen.

## Bilanz

### Medaillenspiegel
| Platz  | Land        | Gold | Silber | Bronze | Gesamt |
| ------ | ----------- | ---- | ------ | ------ | ------ |
| 1      | Norwegen    | 4    | –      | 1      | 5      |
| 2      | Schweiz     | 3    | –      | 1      | 4      |
| 3      | Italien     | 2    | 2      | 1      | 5      |
| 4      | Russland    | 1    | –      | –      | 1      |
| 5      | Andorra     | –    | 2      | 1      | 3      |
| 6      | Tschechien  | –    | 2      | –      | 2      |
| 6      | Polen       | –    | 2      | –      | 2      |
| 8      | Slowakei    | –    | 1      | 2      | 3      |
| 9      | Deutschland | –    | 1      | –      | 1      |
| 10     | Frankreich  | –    | –      | 1      | 1      |
| 10     | Kanada      | –    | –      | 1      | 1      |
| 10     | Schweden    | –    | –      | 1      | 1      |
| 10     | Slowenien   | –    | –      | 1      | 1      |
| Gesamt | Gesamt      | 10   | 10     | 10     | 30     |

### Medaillengewinner

#### Männer
| Disziplin          | Gold                 | Silber         | Bronze               |
| ------------------ | -------------------- | -------------- | -------------------- |
| Super-G            | Michelangelo Tentori | Marc Oliveras  | Sandro Boner         |
| Riesenslalom       | Michelangelo Tentori | Rocco Delsante | Jonas Fabre          |
| Slalom             | Ramon Zenhäusern     | Matej Falat    | Filip Mlinšek        |
| Alpine Kombination | Sandro Boner         | Thimothe Henzi | Matej Falat          |
| Dreierkombination  | Sandro Boner         | Adam Zika      | Michelangelo Tentori |

#### Frauen
| Disziplin          | Gold                    | Silber           | Bronze                  |
| ------------------ | ----------------------- | ---------------- | ----------------------- |
| Super-G            | Kristine Fausa Aasberg  | Karolina Chrapek | Helena Rapaport         |
| Riesenslalom       | Kristine Fausa Aasberg  | Sabina Majerczyk | Carmina Pallas          |
| Slalom             | Thea Grosvold           | Monica Hübner    | Ève Routhier            |
| Alpine Kombination | Darja Owtschinnikowa    | Pavla Klicnarová | Maren Nessen Byrkjeland |
| Dreierkombination  | Maren Nessen Byrkjeland | Carmina Pallas   | Jana Gantnerová         |